# Ibissen en lepelaars
Ibissen en lepelaars (Threskiornithidae) zijn een familie van vogels uit de roeipotigen. De familie telt 13 geslachten met in totaal 35 nog levende soorten.
Traditioneel werden de ibissen en de lepelaars onderverdeeld in twee verschillende families. Door DNA-onderzoek in de loop van de 21ste eeuw bleek een nauwere verwantschap tussen deze groepen. Binnen de ibissen wordt onderscheid gemaakt tussen de soorten uit de Oude Wereld en de Nieuwe Wereld.

## Geslachten
- Bostrychia  (5 soorten Afrikaanse ibissen)
- Cercibis (1 soort: stekelstaartibis)
- Eudocimus (2 soorten ibissen uit de Nieuwe Wereld)
- Geronticus (2 soorten Afrikaanse ibissen)
- Lophotibis (1 soort: kuifibis)
- Mesembrinibis (1 soort: groene ibis)
- Nipponia (1 soort: Japanse kuifibis)
- Phimosus (1 soort: maskeribis)
- Platalea (6 soorten lepelaars met een wereldwijde verspreiding, waaronder de gewone lepelaar)
- Plegadis (3 soorten ibissen, waaronder de zwarte ibis die wereldwijd voorkomt en 2 soorten uit de Nieuwe Wereld)
- Pseudibis (3 soorten ibissen uit het Oriëntaals gebied)
- Theristicus (4 soorten Zuid-Amerikaanse ibissen)
- Threskiornis (5 soorten ibissen van de Oude Wereld, waaronder de heilige ibis)

## Galerij

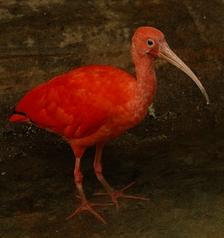
Rode ibis (Eudocimus ruber)
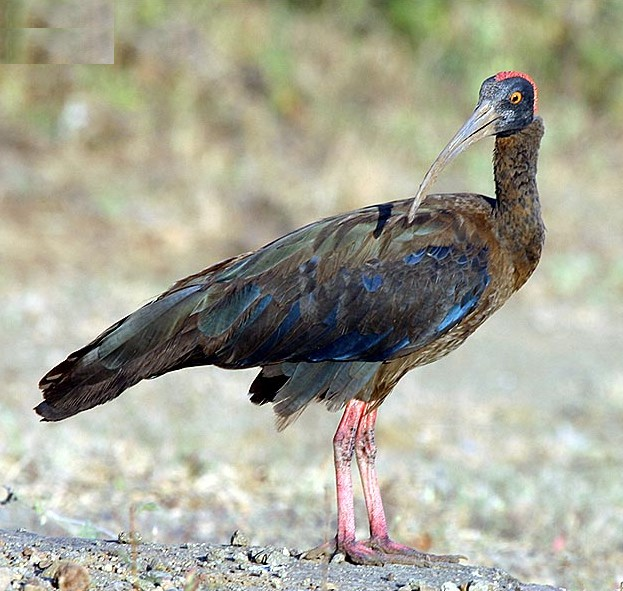
Wrattenibis (Pseudibis papillosa)
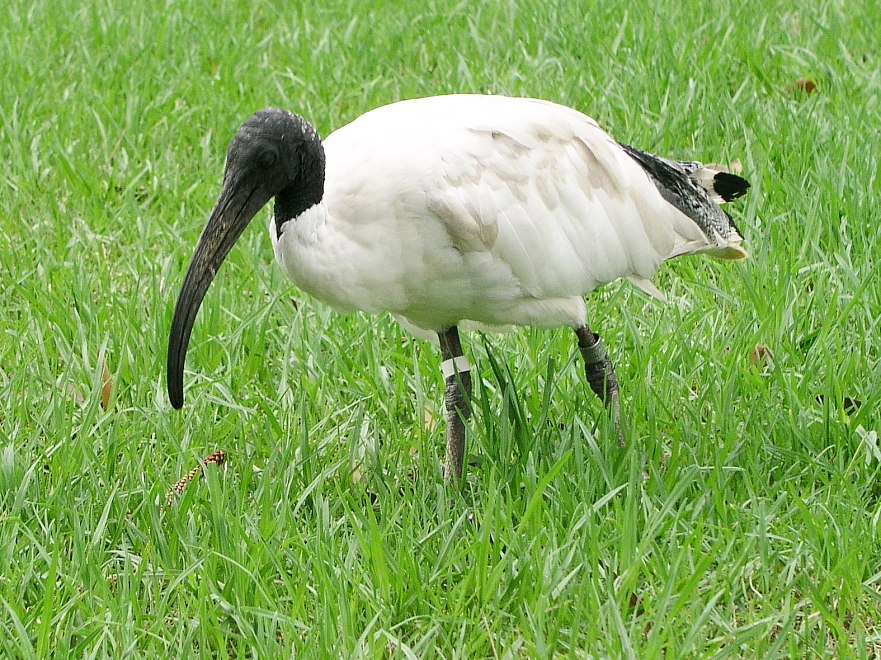
Australische witte ibis (Threskiornis molucca)

Ardeidae (Reigers) · Balaenicipitidae · Pelecanidae (Pelikanen) · Scopidae· Threskiornithidae (Ibissen en lepelaars)